# Poétique (Aristote)
Pour les articles homonymes, voir Poétique (homonymie).
La Poétique (en grec : Περὶ ποιητικῆς / Perì poiêtikês, « De la poétique ») est un ouvrage d’Aristote portant sur la narratologie dans l'art poétique, et plus particulièrement sur les notions de tragédie, d’épopée et d’imitation. Il a probablement été rédigé autour de 335 av. J.-C. Il a influencé la réflexion occidentale sur l'art pendant des siècles et suscité de nombreux débats.
L'état de l'ouvrage a engendré maints questionnements sur le statut de la tragédie par rapport aux autres formes d'art mentionnées dans l'ouvrage. En effet, le traité sur la Poétique d'Aristote fait partie de ses enseignements ésotériques (c'est-à-dire pour les initiés, les disciples, par opposition à exotérique). On appelle aussi parfois ces écrits « acroamatiques », car ils faisaient l'objet de cours professés au Lycée et non de leçons écrites en vue d'être publiées, d'où l'expression parfois cryptique du texte.
Par de nombreuses allusions au fil du texte et d'autres indices, il semble que la Poétique telle qu'elle est parvenue n'est pas complète, plusieurs études, notamment sur la comédie, sont perdues.

## Place de laPoétiquedans l'œuvre d'Aristote

### PoétiqueetMétaphysique
Les liens entre la Métaphysique et la Poétique sont nombreux bien que dispersés. Aristote distingue dans la Métaphysique trois types de sciences : les sciences théorétiques, (qui ont pour objet la connaissance, qui visent à la connaissance), les sciences pratiques et les sciences poétiques. La Poétique étudie la partie poétique dans une perspective descriptive et normative.

### PoétiqueetRhétorique
Les liens entre la Poétique et la Rhétorique sont très étroits. Dans ces deux textes, Aristote se penche en effet sur les mêmes notions : persuasion, métaphore, expression (lexis). De manière plus générale, ces deux textes ont pour objet l'efficacité que peuvent avoir des productions verbales sur les auditeurs (dans le cas de la rhétorique) ou sur les spectateurs (dans le cas des arts poétiques). Certaines notions comme la métaphore et l'expression sont néanmoins plus longuement traitées dans la Rhétorique.
Mais on peut aussi mettre en relation la Poétique et la Politique d'Aristote dans la mesure où la notion clé qu'est la catharsis fait son apparition dans ces deux livres.

## Analyse
Le plan de la Poétique d'Aristote n'est pas toujours parfaitement cohérent et facile à déterminer. Néanmoins, on peut établir les points suivants :
1. Dans les chapitres 1 à 5, Aristote introduit les catégories et concepts grâce auxquels il classe et analyse les différentes formes de productions poétiques ; il classe ainsi ces dernières en fonction :
  - de la façon dont elles représentent leur objet (est-ce qu'elles représentent leur objet comme il est, en mieux ou en pire ?),
  - de leur moyen pour représenter cet objet (est-ce qu'elles le représentent au moyen de mots, d'images…),
  - de la manière dont le poète intervient dans le récit (est-ce qu'il est un narrateur qui intervient dans le récit ou est-ce qu'il se retire par rapport à ses personnages comme au théâtre ?).
2. Dans les chapitres 5 à 22, Aristote traite essentiellement de la tragédie, de la catharsis même s'il aborde aussi des questions relatives à l'expression, à la métaphore et il consacre aussi de courtes réflexions aux autres arts, notamment l'épopée, laquelle est analysée en profondeur dans les chapitres 22-24.
3. Enfin, dans les chapitres 25 à 26 Aristote aborde un certain nombre de problèmes relatifs à Homère.

### Lacune: la comédie
Le traité d'Aristote est parvenu de manière incomplète, la partie traitant de la comédie n'y figure pas. Plusieurs allusions montrent que c'était dans les intentions d'Aristote. Au chapitre VI, il déclare « De l'art d'imiter en hexamètres et de la comédie, nous reparlerons plus tard ». La conclusion du traité actuel est une formule stéréotypée d'Aristote qui amorce un développement ultérieur. Et un manuscrit du traité (Riccardianus 46, sigla B), issue d'une tradition indépendante, annonce une étude de l'iambe et de la comédie. Le ridicule ou risible, (γελοῖος, geloîos), que la Rhétorique considère comme une partie de la poétique, est peu abordé. Par ailleurs, en tenant compte de la tendance d'Aristote au catalogage et à l'écriture de style encyclopédique, il est peu probable qu'il se soit limité à traiter presque uniquement de la tragédie dans un traité sur la poétique au sens large.
Le catalogue des œuvres du philosophe par Diogène Laërce ainsi que les deux autres catalogues connus indiquent que la Poétique était en deux livres. Il est probable que le traité actuel est le premier livre, sur la tragédie, le second livre, perdu avant Andronicos et n'ayant eu aucun commentaire, était consacré à la comédie. Il fut tenté de reconstituer les pensées d'Aristote sur le genre. Un manuscrit, le Tractatus coislinianus (en), nommé d'après son propriétaire, Henri-Charles de Coislin, présenterait des réflexions aristotéliciennes sur la comédie compilées par un grammairien. Les savants et philologues sont très divisés sur le statut de ce texte, si c'est effectivement une prise de note ou un épitomé du second livre de la Poétique, ou bien que l'auteur s'est contenté du premier livre pour développer une réflexion sur la comédie,,,.

### La production poétique (chapitre 1 à 5)
Aristote pense la création artistique et la production artisanale comme des productions poétiques (du grec ποίησις / poïésis) et non « pratiques » (de πρᾶξις / praxis). Cela signifie qu'elles n'ont pas leur fin en elles-mêmes à la différence de la praxis, qui a sa fin en elle-même (telle l'action morale).

#### L'art poétique comme imitation
Dans la Poétique, Aristote reprend le concept de mimèsis à Platon et semble, par là, s'inscrire dans la tradition platonicienne en présentant l’art comme une imitation. En effet, Platon explique au livre X de La République que l'œuvre d'art n'est qu'une imitation d'imitation, la copie d'une copie. L’artiste ne fait qu’imiter l’objet produit par l’artisan ou par la nature, objet sensible qui est lui-même la copie ou l'imitation de son essence (l'Idée ou Forme). L’art pour Platon, en tant que production d’objet, n’est donc qu’une imitation de second ordre, copie de la copie de l'Idée. L'œuvre d'art qui ne relèverait que de la représentation est ainsi de piètre valeur, car doublement éloignée de la vérité. L'artiste imitateur lui-même apparaît comme un danger pour la réalisation de la République, puisqu'il est un illusionniste, qui fait tenir pour vrai ce qui est faux et peut ainsi renverser dans l'apparence qu'il construit l'ordre des valeurs.

#### Source du plaisir esthétique
C'est sur ce point qu'Aristote se sépare de Platon. En effet, Aristote ne songe pas à exclure les artistes-imitateurs de la cité. Aristote présente en effet la notion d’imitation sous un jour tout à fait nouveau. Pour lui, par nature, les hommes non seulement aiment imiter : c'est à travers l'imitation même que les hommes commencent leur apprentissage. Selon Aristote, il y a deux raisons à cela. D'abord, ils en retirent du plaisir car l'objet, tel que le représente le poète ou l'artiste, est plus beau qu'en réalité. « [Des] objets réels que nous ne pouvons pas regarder sans peine, nous en contemplons avec plaisir l'image la plus fidèle ; c'est le cas des bêtes sauvages les plus repoussantes et des cadavres ». Ce serait ainsi en raison du « fini dans l'exécution, de la couleur ou d'une autre cause de ce genre », qu'une peinture, représentant par exemple des cadavres, procurerait un plaisir.
En outre, les hommes, par le travail des poètes, accèdent à une certaine forme de connaissance. Le poète permet de faire connaître la forme ou l'essence des choses car en voyant un objet représenté par un artiste, nous nous disons « tiens, c'est exactement ainsi qu'est la chose ».
Le plaisir esthétique fait ainsi sa première apparition dans l’histoire de la philosophie. Il est produit par l'émotion que provoque l'œuvre, qui touche et excite nos passions qui trouvent en elle un exutoire : « il s'agit, non seulement d'imiter une action dans son ensemble, mais aussi des faits capables d'exciter la terreur et la pitié, et ces émotions naissent surtout et encore plus, lorsque les faits s'enchaînent contre notre attente ».
Il insiste cependant sur la distance existant entre la chose représentée et son imitation :
- l'imitation ressemble à cet objet mais n’est pas lui, elle résulte du travail de l’artiste, de la manière dont il met en forme son modèle ;
- l'imitation peut donc être belle, en tant que fruit de l’élaboration de l’artiste, à partir de n’importe quel modèle, et même si ce modèle n’est pas beau en lui-même.

En ce qui concerne la connaissance, Aristote s'oppose ici aussi radicalement à Platon qui nous exhorte à nous détacher des apparences sensibles et à nous tourner vers la réalité Idéale.

### La tragédie (chapitre 4 à 18)
L'imitation de l'action, c'est l'histoire, et cette histoire est le principe premier. Les caractères — c'est-à-dire ce qui fait des personnages qu'ils sont ce qu'ils sont — viennent en deuxième position. La tragédie pourrait avoir été d’abord liée au Satyre, compagnon mi-homme mi-bouc de Dionysos. Cette hypothèse semble étayée par Aristote qui affirme que la tragédie est d’origine satirique et légère. Elle soulève toutefois des difficultés : le satyre n’est jamais appelé « bouc » dans les textes grecs et bien peu de choses semblent relier les tragédies grecques conservées et le genre satirique.
Lorsque Aristote définit la tragédie, il distingue deux points essentiels dans son évolution. En effet, Eschyle fut le premier à porter de un à deux le nombre des acteurs sur scène, à diminuer les interventions du chœur, et à donner le premier rôle au dialogue. Avec Sophocle, la tragédie se développe davantage : le nombre d'acteurs passe à trois et des décors peints sont désormais sur la scène. En outre, Aristote identifie l'autre ampleur que la tragédie a gagnée avec l'abandon des histoires brèves et le langage comique. En effet, le passage du tétramètre au mètre iambique marque, selon lui, un pas décisif dans la constitution de la tragédie. Le tétramètre était utilisé parce que la poésie était liée au drame satyrique et plus proche de la danse. Le mètre iambique est celui qui convient le mieux aux échanges parlés, et donc le mètre le plus approprié à la tragédie.
La place qu'Aristote accorde à la tragédie est un point débattu entre philologues, à savoir si la partie de la Poétique consacrée à la comédie a vraiment été rédigée, ce que certains commentaires d'Aristote semblent attester.

#### Définitions
Il s'agit de l'« imitation d'une action noble, accomplie jusqu'à sa fin et ayant une certaine étendue, en un langage relevé d'assaisonnements (rythme, mélodie et chant). C'est une imitation faite par des personnages en action, et non par le moyen de la narration, et qui par l'entremise de la pitié et de la crainte, accomplit la purgation des émotions de ce genre […] ».
Il s'agit d'une histoire qui possède une introduction, un développement et une fin. L'action des personnages doit être vraisemblable et il est conseillé qu’au moins l’un des personnages se réfère à une personne ayant existé. La tragédie se distingue de l'épopée en ce que cette dernière se fait au moyen de la narration.

#### Parties de la tragédie
Selon Aristote, toute tragédie se caractérise par six éléments : « l'histoire, les caractères, l'expression verbale, la pensée, la mise en scène et le chant ».
- L’histoire, ou « l'agencement des faits » est sa partie la plus importante, « puisque la tragédie imite, non pas les hommes, mais l'action, la vie, le bonheur et le malheur. […] L'histoire est le principe, et comme l'âme de la tragédie ; les caractères viennent en deuxième lieu »[16].
- Le caractère (ethos) est « tout ce qui permet de qualifier le personnage en action »[18].
- La « pensée » renvoie à la rhétorique qu'utilise le personnage dans son discours.
- L’expression est « la manifestation de la pensée à travers les mots » et l'« agencement des mètres » : elle « permet de donner aux histoires leur forme achevée en se mettant le plus possible les situations sous les yeux… permettant ainsi d’éviter les contradictions internes… »[19].
- Le chant est le « principal ornement » de la tragédie.
- « Quant à la mise en scène, bien qu'elle exerce une séduction, elle est tout à fait étrangère à cet art, et n'a rien de commun avec la poétique, car le pouvoir de la tragédie subsiste, même sans concours et sans acteurs ; d'ailleurs, pour l'organisation scénique du spectacle, l'art du décorateur compte davantage que celui des poètes »[16].

##### L'histoire
Aristote distingue deux types d'histoire : les histoires « simples » et les histoires « complexes ». Il entend par « action simple » une « action qui se développe […] de manière cohérente et une, et telle que le changement du sort se réalise sans péripétie ni reconnaissance ». Par action complexe, au contraire, Aristote désigne les tragédies dans lesquelles ce changement s'effectue « par reconnaissance ou péripétie, ou les deux ensemble ». Pour Aristote, les meilleures tragédies ont une action complexe. Les plus mauvaises sont celles qu'il appelle « histoires à épisodes », c'est-à-dire « celles où les épisodes se succèdent sans vraisemblance ni nécessité ».

##### Le caractère
Le caractère est ce qui amène les personnages d'une pièce à agir ou à parler comme ils le font. L’ethos des personnages se réfère donc aux choix des personnages. Aristote utilise cependant cette notion de deux manières très différentes dans La Poétique. Dans le chapitre 2, le caractère d'un personnage renvoie à son statut social. Ce n'est qu'à partir du chapitre 6 qu'ethos renvoie aux choix, et donc aux caractères respectifs des personnages.

##### La pensée
Selon Aristote, « appartient au domaine de la pensée tout ce qui doit être produit par la parole […] : démontrer, réfuter, produire des émotions violentes (comme la pitié, la frayeur, la colère et autres de ce genre), et aussi l'effet d'amplification et les effets de réduction ». La « pensée » est la forme du discours adaptée à la situation dramatique : « c'est la faculté de dire ce que la situation implique et ce qui convient ; c'est précisément, dans les discours, l'objet de l'art politique ou rhétorique ; car les poètes anciens faisaient parler leurs personnages en citoyens, les modernes les font parler en orateurs ».

### La catharsis
La purgation des émotions, ou catharsis, se produit de la manière suivante : le spectateur ressent de la pitié ou de la crainte face aux maux déshonorants que subit un personnage, maux dont il éprouve lui-même le désir, sans nécessairement se l'avouer (Aristote, comme Platon, a l'intuition de l'inconscient, d'une partie de notre esprit qui nous échapperait). Face au spectacle de ces maux déshonorants, il éprouve une honte qui le purge de son arrogance et de son désir d'accomplir des actes déshonorants. Ce qui permet de se détacher de ces émotions est la construction de l’histoire : seule une histoire bien liée selon les règles pré-citées permet d’obtenir ce résultat.
L'imitation consiste en effet à reproduire la « forme » de l'objet sur une autre scène et dans une autre « matière », à la mimer dans le geste ou le récit, pour que la passion puisse se purifier. L'objet de sa démonstration tient dans l'idée que la représentation artistique, en imitant des situations qui ne sauraient être moralement tolérées dans la réalité de la communauté politique (crimes, incestes, etc.), permet la « catharsis », c'est-à-dire l'épuration des passions mauvaises des hommes qui auraient pu menacer l'ordre réel de la cité si elles n'avaient trouvé à s'épancher dans la contemplation de l'œuvre. L'art est ainsi salutaire pour l'ordre de la cité, qu'il protège en détournant la satisfaction des passions mauvaises dans un autre ordre, celui des imitations, où elles peuvent se satisfaire par imitation ou mimétisme, sans attenter à la stabilité de l'ordre politique.

### Mimèsis
Le terme de « mimèsis » renvoie à l'imitation des actions des hommes, aux hommes agissants et à l'imitation de la vie humaine. Elle vise à atteindre le bon (le caractère, c'est-à-dire la ligne conductrice), l'utile (la catharsis, c'est-à-dire la purgation des passions) et le nécessaire (l'avènement pathétique, le summum dramatique dans lequel le spectateur éprouve de la pitié envers un héros tragique qui subit un sort (destin, fatalité) défavorable, c'est-à-dire avoir de la compassion et de la sympathie pour ce personnage qui ne méritait pas de subir un malheur qui est le fruit d'une fatalité ou d'erreurs qu'il a commises - Aristote fait de l’Œdipe Roi de Sophocle le cas exemplaire - et de la crainte, envers un destin qui peut s'abattre sur lui). Pour Aristote, imiter est inhérent à la nature humaine dès l’enfance : les arts mimétiques sont à la base de l’apprentissage et c’est pour cette raison que l'être humain s'intéresse à l'imitation tout au long de sa vie.
Aristote insiste sur le fait que ce ne sont que les actions des personnages qui sont imitées. Il prend ses distances ainsi par rapport à Platon qui voyait en la tragédie l'imitation de caractères, ce qui était l'une des bases de sa critique de l'art poétique dans les chapitres II et III de La République (par l'imitation d'hommes bas, la bassesse des hommes imités pouvait déteindre sur l'acteur).

### L'expression (chapitre 19 à 22)
Le chapitre XX expose « les parties de l’expression prise dans son ensemble : la lettre, la syllabe, la conjonction, le nom, le verbe, l’article, la flexion et l’énoncé »… Il convient ici de remarquer le caractère tout à fait novateur de cette étude que l’on pourrait désigner, par anticipation, de linguistique.

### Plus petite unité de son
« La syllabe est un son sans signification ». Cette qualité du son sera présente chez tous les Latins, Horace et Varron en particulier. Les linguistes modernes abandonneront l'idée d'une qualité pour le son, au profit de la seule quantité : « non pas la syllabe, mais le phonème (par exemple [a], [g], [p], [d]) est la plus petite unité phonique de sens ». Il ne s'agit donc pas de la même chose.

### Plus petite unité de sens
« Le nom est un son composé et signifiant qui n'indique pas le temps, dont aucune partie n'est signifiante par elle-même » (voir aussi De l’interprétation, 2). Le nom est la plus petite unité signifiante… tout mot est une combinaison de son et de sens.

### L'articulation du langage
L'articulation du langage est présente et même fondamentale chez Aristote, dans la mesure où elle lui permet de distinguer l’homme de l’animal. Cette notion linguistique se divise en articulation des lettres en syllabes (ou phonèmes), en articulation des syllabes en noms et en articulation des noms en discours.

### Caractère conventionnel du langage
Dans le texte De l'interprétation, Aristote précise le caractère conventionnel du langage : « Le nom est un son vocal, possédant une signification conventionnelle… Rien n'est par nature un nom, mais seulement quand il devient symbole, car même lorsque des sons inarticulés, comme ceux des bêtes, signifient quelque chose, aucun d’entre eux ne constitue cependant un nom ».

### L'épopée
L'épopée est le deuxième grand genre littéraire qui est au centre des analyses de la Poétique. Selon Aristote, l'épopée « est conforme à la tragédie jusque dans le fait qu’elle est l’imitation d’hommes nobles dans un récit versifié ; mais le fait qu’elle emploie un mètre uniforme et qu’elle est une narration, les rend différentes. Et elles le sont aussi par leur étendue : puisque l’une essaie autant que possible de se dérouler durant une seule révolution de soleil […] alors que l’épopée n’est pas limitée dans le temps ». On peut remarquer aussi une différence entre épopée et tragédie par rapport à la fonction du narrateur. Dans la tragédie, en effet, le narrateur n'intervient pas : seuls ses personnages parlent et agissent et il ne propose aucun commentaire et n'intervient en aucun cas dans le déroulement de la pièce. En revanche, dans le cas de l'épopée le narrateur a l'occasion de commenter l'action et de parler en son propre nom.

### Chapitre 23 - L'unité d'action: récit épique, tragédie et récit historique
Après un développement sur l'expression aux chapitres 20 à 22, Aristote décrit au chapitre 23 « l'art d'imiter à travers un récit mis en vers » (c'est-à-dire l'épopée) de la manière suivante :

« […] Il faut y agencer les histoires comme dans les tragédies, en forme de drame, autour d'une action une, formant un tout et menée jusqu'à son terme, ayant un commencement, un milieu et une fin […]. »

Comme l'indiquait déjà le chapitre 5 (1449 a 9 sq.), Aristote établit une comparaison entre l'épopée et la tragédie, pour en faire apparaître les ressemblances et les différences (« L'épopée est conforme à la tragédie jusque dans le fait qu'elle est l'imitation d'hommes nobles dans un récit versifié ; mais le fait qu'elle emploie un mètre uniforme et qu'elle est une narration, les rend différentes »). Selon Michel Magnien toutefois, Aristote « s'attache ici à la forme générale du drame » caractérisé par l'« unité d'action et [l']effacement du narrateur derrière ses personnages […] ».
Une distinction est ensuite introduite entre l'épopée (le récit épique) et le récit historique : l'agencement des histoires épiques « ne doit pas être semblable à celui des récits historiques ». Puisque dans le récit historique, il ne s'agit pas de faire voir « une action une, mais une seule époque comprenant tous les événements qui se sont alors produits pour un seul ou plusieurs hommes et dont chacun n'entretient avec un autre qu'un rapport fortuit ».
Si Homère est présenté par Aristote comme un « admirable poète », c'est que dans son récit de la Guerre de Troie, il n'a « retenu qu'une seule partie de la guerre et s'est servi du reste sous forme d'épisodes […] », alors que les épopées des autres poètes sont composées comme des récits historiques. Aristote fournit notamment les exemples des Chants cypriens et de la Petite Iliade.

### Chapitre 24 - Caractéristiques de l'épopée
Le chapitre 24 de la Poétique énonce certaines caractéristiques de l'épopée par comparaison avec la tragédie. Ainsi, Aristote examine l'épopée dans ses divers aspects : ses « espèces » et ses « parties », son étendue et sa métrique, son narrateur et l'effet du récit, son usage du paralogisme et l'expression. Homère est ici encore présenté comme le modèle épique par excellence.

#### Espèces et parties
L'épopée doit d'abord, selon Aristote, se présenter sous les mêmes « espèces » que la tragédie, soit : la tragédie « complexe », la tragédie de caractère (« construite autour des caractères »), la tragédie comportant un « événement pathétique » et la tragédie « simple ». Ces quatre espèces de la tragédie sont déjà définies par Aristote au chapitre 18, 1455 b 30 sq. et 1456 a, où la tragédie simple est liée à l'usage du spectacle (c'est-à-dire : « […] un récit dramatique où la linéarité et la simplicité de la narration est palliée par le recours au spectaculaire », comme l'indique Michel Magnien). En outre, l'épopée doit également comporter les mêmes « parties » que la tragédie, soit : l'histoire, les caractères, l'expression et la pensée. Le chant et le spectacle, qui sont deux des six parties constitutives propres à la tragédie que définit Aristote au chapitre 6, 1450 a 9-10, font exception et ne se retrouvent pas dans l'épopée. En ajoutant que l'épopée nécessite aussi « péripéties, reconnaissances et événements pathétiques » (ces termes sont présentés au chapitre 11, 1459 b 9 sq.), Aristote évoque cette fois les « parties » de l'histoire (qui est elle-même une des « parties » de la tragédie).

#### Étendue et métrique
Cependant, l'épopée diffère de la tragédie par son étendue et par le mètre (le type de vers) utilisé. Au sujet de la « longueur de la composition », Aristote indique qu'« il faut pouvoir embrasser le commencement et la fin d'un seul regard ». Un rappel est donc effectué du chapitre 7, 1451 a 5, où la limite est définie :

« […] de même que les corps et les êtres vivants doivent avoir une certaine étendue, mais que le regard puisse aisément embrasser, de même les histoires doivent avoir une certaine longueur, mais que la mémoire puisse aisément retenir. »

Sur le plan de la métrique, selon Aristote, c'est le « mètre héroïque » qui s'avère le mieux adapté à la longueur de l'épopée ; ce mètre est « le plus posé et le plus ample de tous », à la différence de l'iambe et du tétramètre. Ainsi, Aristote écrit que « la nature elle-même nous apprend à choisir le mètre qui lui convient ».

#### Narration et récit
Dans sa composition de l'épopée, le poète doit par ailleurs mesurer ses « interventions personnelles ». Pour Aristote, l'enjeu est ici la question de l'imitation (mimèsis) : « Le poète doit en effet parler le moins possible en son nom personnel, puisque lorsqu'il le fait, il n'imite pas ».
S'il faut produire dans la tragédie un « effet de surprise », l'épopée est mieux à même de le susciter par sa capacité à intégrer l'irrationnel (puisque, dans l'épopée, l'action du personnage ne se déroule pas devant nos yeux comme sur scène). Aristote énonce ensuite que l'effet de surprise est « agréable », « […] la preuve en est que chacun d'entre nous, lorsqu'il fait un récit, en rajoute toujours parce qu'il cherche à plaire ».

#### Paralogisme et expression
En lien avec la présentation, au chapitre 16, des paralogismes propres à la tragédie, Aristote indique qu'en matière d'épopée « Homère a encore appris aux autres la manière de dire des mensonges - c'est-à-dire de manier le raisonnement faux ». À cet effet, Aristote écrit qu'il « faut préférer ce qui est impossible mais vraisemblable à ce qui est possible, mais n'entraîne pas la conviction ».
Enfin, le plan de l'expression doit être, selon Aristote, travaillé dans « les parties sans action et qui ne comportent ni caractère ni pensée ».

### Chapitre 25 - Problèmes homériques et solutions
Alors que les chapitres 23 et 24 définissent les caractéristiques de l'épopée, Aristote traite ensuite des difficultés reliées à l'interprétation du modèle épique que représente Homère. Les épopées homériques ayant joué un rôle prépondérant au sein de l'éducation grecque classique, l'écart temporel avec la société grecque archaïque, avec ses coutumes et sa langue, engendrait déjà au temps d'Aristote des difficultés d'interprétation, celles-ci étant désignées comme des « problèmes ». Ces problèmes étaient réunis dans des recueils où des solutions, tant philologiques qu'historiques, étaient proposées. Comme l'indique Diogène Laërce, Aristote aurait composé une série de six livres sur les Problèmes homériques. Au chapitre 25, en lien avec cette tradition critique, Aristote présente donc une série de problèmes ou de « critiques », liés à l'interprétation des textes homériques, à propos desquels il énonce des solutions.
Aristote présente d'abord un ensemble de trois solutions aux problèmes soulevés par les critiques qui s'appuient sur le critère de la vérité (ou du manque de vérité). C'est sur la notion d'imitation (mimèsis) que s'articulent donc ces solutions, puisque l'imitation correspond pour Aristote à l'une des trois situations suivantes : l'imitation porte sur « […] soit les choses qui ont existé ou existent, soit les choses qu'on dit ou qui semblent exister, soit les choses qui doivent exister ». Il s'agit dès lors d'évaluer les représentations et de déterminer si « […] la scène représentée est comme elle doit être ; comme on dit qu'elle est ; comme elle se déroulait autrefois ».
Au sujet de la poétique, Aristote distingue donc dans le chapitre 25 « deux sortes de fautes ; l'une d'ordre poétique même, l'autre accidentelle. » Il explicite la première catégorie de fautes qui relève de la poétique elle-même : si la scène composée est impossible, elle est fautive, « mais la rigueur demeure au cas où il atteint le but de la poésie » (lequel but est de susciter la pitié ou la crainte, comme l'indique le chapitre 6, 1449 b, ainsi que de créer l'effet de surprise, comme le précise le chapitre XXIV, 1460 a 10-15). La seconde catégorie de fautes porte sur les fautes dites accidentelles, puisqu'elles sont « commises contre d'autres règles » ; ce ne sont pas des fautes poétiques dans la mesure où elles concernent d'autres disciplines ou d'autres techniques, c'est-à-dire des objets extérieurs à l'art poétique. En affirmant que « […] les critères de rigueur ne sont pas les mêmes pour la politique et la poétique, ou pour un autre art et la poétique », Aristote réfute Platon qui, au Livre X de La République, condamne Homère sur la base du critère de la vérité scientifique :

« […] il est nécessaire qu'un bon poète, s'il doit exceller sur les sujets de sa création poétique, possède le savoir requis pour créer, faute de quoi il serait incapable de produire des œuvres poétiques. »

Aristote opère donc une distinction entre les arts d'imitation et les autres arts, desquels les premiers tirent leur objet : « [Aristote] préserve ainsi la poésie de l'inévitable dévaluation à laquelle l'exposaient les présupposés platoniciens (la fidélité nécessaire au modèle ; l'éloignement inéluctable de l'imitation par rapport à la réalité) ».
Par ailleurs, Aristote énumère une série de six solutions à des problèmes qui relèvent de l'expression (lexis) : il s'agit du nom rare, de la métaphore, de l'accentuation, de la ponctuation, de l'ambiguïté et de l'usage habituel. Ainsi, le recours au nom rare peut produire une difficulté sémantique (l'exemple homérique du mot « ourèas » est donné, ce terme pouvant signifier « mulets » ou « sentinelles ») ; d'autres difficultés peuvent s'expliquer par l'emploi de termes comme métaphores ; l'accentuation des mots peut également modifier le sens d'un énoncé (Aristote donne l'exemple, tiré de l’Iliade, du présent de l'indicatif dídomen où le déplacement d'accent dans l'infinitif didómen modifie le sens de la scène) ; la ponctuation (ou la séparation des mots) explique le sens d'un énoncé (comme le montre l'exemple fourni par Aristote tiré d'Empédocle) ; certains mots sont susceptibles d'un double sens, d'où l'ambiguïté qui en découle (Aristote donne l'exemple de « pleô » dans l’Iliade qui peut signifier à la fois « plus de » et « la plus grande partie de ») ; enfin, certaines « expressions usuelles » reposent sur un usage de la synecdoque ou de la métonymie, comprises au sens large comme métaphores.

« […] Par ces exemples concrets, Aristote fait sentir à son auditoire le rôle primordial de cette "métaphore" […] dans l'élaboration d'une langue spécifiquement poétique : tout y repose sur l'écart par rapport à une norme langagière, sur une extension - voire une transgression - des signifiés qui crée pour l'expression cet effet de surprise recommandé dans l'agencement de l'histoire […] ou pour la pensée […]. »

Les problèmes traités par Aristote soulèvent également la question de l'impossible et de l'irrationnel, dont le critique doit tenir compte dans son interprétation des arts de l'imitation. En matière d'art poétique, l'impossible est, selon Aristote, « préférable à une chose incapable d'entraîner la conviction, fût-elle possible ». Aussi, ce qui paraît impossible peut correspondre « au mieux », à ce qui devrait être, « car ce qui est proposé en exemple doit être excellent ». Par ailleurs, la question des choses irrationnelles peut s'expliquer, selon Aristote, par le fait qu'« il n'y a rien d'irrationnel, puisqu'il est vraisemblable aussi qu'aient lieu des événements invraisemblables ». Il précise cependant que l'irrationalité (tout comme la méchanceté) doivent être critiquées si leur usage ne présente aucune nécessité. Enfin, Aristote soulève le problème de la contradiction, qui peut émaner de l'incohérence du discours que le critique peut tenir sur le texte poétique ; il indique que les contradictions doivent être examinées de la même manière qu'en rhétorique on procède à la réfutation de l'adversaire.

## Dans la culture contemporaine
Dans le roman Le Nom de la rose d'Umberto Eco, l'auteur invente et rédige quelques extraits du second volume de la Poétique, consacré à la comédie. L'intrigue du roman tourne en effet autour d'un livre mystérieux, interdit, lié à une série de morts suspectes. Ce livre, qui est cette deuxième partie de la Poétique, disparaît à jamais dans les flammes, ce qui explique qu'il faut désormais se contenter du premier, consacré à la tragédie.
Dans l'ouvrage paru en 2010, L'art des séries télé 1 : l'appel du happy end, Vincent Colonna utilise abondamment les catégories aristotéliciennes pour formaliser la série télé réussie, signe de l'universalité des concepts narratifs découverts par le philosophe.
Dans la série télévisée Kaamelott, un épisode en deux parties de la saison 3 est nommé La Poétique, et l’œuvre d'Aristote y est brièvement évoquée. Dans celui-ci, Arthur tente d'expliquer à Perceval comment raconter ses aventures de manière plus claire et convaincante à la table ronde.

### Éditions anciennes
- En 1802, le philologue allemand Gottfried Hermann publia une édition de La Poétique[69].

### Éditions modernes
- Aristote (trad. Odette Bellevenue et Séverine Auffret), Poétique, Éditions Mille et une nuits, 2006, 95 p. (ISBN 978-2-84205-117-4).
- Pierre Pellegrin (dir.) (trad. du grec ancien par Pierre Destrée), Aristote : Œuvres complètes, Paris, Éditions Flammarion, 2014, 2923 p. (ISBN 978-2-08-127316-0), « Poétique »

### Commentaires
- Philippe Beck, Logiques de l'impossibilité, préface à la Poétique, Gallimard, 1996, « Tel ».
- Florence Dupont, Aristote ou le vampire du théâtre occidental, Aubier 2007.
- Jacques Derrida, Marges – de la philosophie, « La mythologie blanche », Minuit, 1972.
- Paul Ricœur, La Métaphore vive, Seuil, 1975, « Points Essais » (notamment ch. I et VIII).
- Pierre Somville, Essai sur la Poétique d'Aristote et sur quelques aspects de sa postérité, Vrin, « Bibliothèque d'histoire de la philosophie », 1975.
- Emmanuel Martineau, « Mimesis dans la Poétique : pour une solution phénoménologique », Revue de métaphysique et de morale, no 4, 1976.